# Marc Silk
Marc Silk, född 20 december 1972 i Solihull, England, är en brittisk röstskådespelare.